# Sheb Wooley
Sheb Wooley, all'anagrafe Shelby Fredrick Wooley (Erick, 10 aprile 1921 – Nashville, 16 settembre 2003), è stato un attore statunitense.

## Biografia
Sheb Wooley imparò a cavalcare in tenera età e divenne un abile cowboy da rodeo. Sviluppò inoltre un particolare talento per la musica e, all'età di 15 anni, formò una band country-western, i "Plainview Melody Boys", che si esibiva periodicamente alla radio a Elk City, in Oklahoma. All'entrata degli Stati Uniti nella seconda guerra mondiale, cercò di arruolarsi nell'esercito, ma fu respinto a causa dei postumi delle numerose lesioni riportate nel rodeo. Dopo aver lavorato nell'industria petrolifera e come saldatore, nel 1946 Wooley si trasferì a Fort Worth, in Texas, dove si guadagnò da vivere come musicista country-western registrando canzoni e viaggiando per tre anni con una band nel sud del paese.
Nel 1950 lasciò il Texas per trasferirsi a Hollywood, dove sperava di affermarsi come attore o cantante nel cinema o nel nuovo mezzo televisivo in rapida affermazione. Ottenne subito numerose parti secondarie in pellicole di genere western quali Il 7º Lancieri carica (1950) con Errol Flynn, Tamburi lontani (1951) con Gary Cooper, Squilli al tramonto (1952) con Ray Milland. Breve ma significativa fu la sua interpretazione del fuorilegge Ben Miller che, con il fratello Frank e con il compagno Jim Pierce forma il terzetto di banditi in cerca di vendetta nei confronti dello sceriffo Will Kane (Gary Cooper) nel celebre Mezzogiorno di fuoco (1952) di Fred Zinnemann. Durante il decennio apparve in molti altri celebri film, come Johnny Guitar (1954) di Nicholas Ray, Sette spose per sette fratelli (1954) di Stanley Donen, e Il gigante (1956) di George Stevens.
Mentre si affermava sul grande schermo, Wooley iniziò a lavorare intensamente anche in televisione, partecipando a numerose serie western assai popolari negli anni cinquanta, come Il cavaliere solitario (1953-1955), Le avventure di Rin Tin Tin (1954-1957) e Le leggendarie imprese di Wyatt Earp (1956-1957). Ma il suo maggior successo sul piccolo schermo fu l'interpretazione dello scout Pete Nolan nella serie Gli uomini della prateria (Rawhide), di cui interpretò 110 episodi fra il 1959 e il 1965, accanto a Clint Eastwood.
Alla fine degli anni cinquanta, Wooley intraprese anche una carriera discografica, guadagnandosi una notevole fama con classiche registrazioni pop e ballate di genere country e western. Si ritiene inoltre che egli sia l'autore dell'urlo Wilhelm, un effetto sonoro cinematografico che rappresenta l'urlo di un uomo che viene colpito a morte e cade da grandi altezze e che fu usato per la prima volta in Tamburi lontani, diventando in seguito un cliché utilizzato negli anni successivi in decine di film, da L'indiana bianca (1953) a Guerre stellari (1977).
Verso la fine degli anni sessanta Wooley ebbe un altro ruolo ricorrente nella serie comica Hee Haw, di cui scrisse anche la sigla, interpretando Ben Colder, un cantante country ubriacone. Sulla scia di quel ruolo, continuò a esibirsi in pubblico come cantante affrontando tournée a livello internazionale, fino al 1999, anno in cui dovette ritirarsi dalle scene a causa della leucemia che gli era stata diagnosticata tre anni prima. Morì il 16 settembre 2003, all'età di 82 anni, presso lo Skyline Medical Center di Nashville, Tennessee.

## Filmografia

### Cinema
- Il 7º Lancieri carica (Rocky Mountain), regia di William Keighley (1950)
- La rivolta degli Apaches (Apache Drums), regia di Hugo Fregonese (1951)
- Tortura (Inside the Walls of Folsom Prison), regia di Crane Wilbur (1951)
- La trappola degli indiani (Little Big Horn), regia di Charles Marquis Warren (1951)
- L'ultima sfida (Fort Worth), regia di Edwin L. Marin (1951)
- Tamburi lontani (Distant Drums), regia di Raoul Walsh (1951)
- Squilli al tramonto (Bugles in the Afternoon), regia di Roy Rowland (1952)
- Mezzogiorno di fuoco (High Noon), regia di Fred Zinnemann (1952)
- Hellgate - Il grande inferno (Hellgate), regia di Charles Marquis Warren (1952)
- Cattle Town, regia di Noel M. Smith (1952)
- Il massacro di Tombstone (Toughest Man in Arizona), regia di R.G. Springsteen (1952)
- Il temerario (The Lusty Men), regia di Nicholas Ray (1952)
- Sky Full of Moon, regia di Norman Foster (1952)
- I tre del Rio Grande (Texas Bad Man), regia di Lewis D. Collins (1953)
- Lo sceriffo senza pistola (The Boy from Oklahoma), regia di Michael Curtiz (1954)
- Rose Marie, regia di Mervyn LeRoy (1954)
- La freccia nella polvere (Arrow in the Dust), regia di Lesley Selander (1954)
- Johnny Guitar, regia di Nicholas Ray (1954)
- Sette spose per sette fratelli (Seven Brides for Seven Brothers), regia di Stanley Donen (1954)
- L'uomo senza paura (Man Without a Star), regia di King Vidor (1955)
- Lo sciopero delle mogli (The Second Greatest Sex), regia di George Marshall (1955)
- L'imputato deve morire (Trial), regia di Mark Robson (1955)
- Il gigante (Giant), regia di George Stevens (1956)
- La banda della frusta nera (The Black Whip), regia di Charles Marquis Warren (1956)
- Petrolio rosso (The Oklahoman), regia di Francis D. Lyon (1957)
- Schiava degli apaches (Trooper Hook), regia di Charles Marquis Warren (1957)
- L'agguato delle cinque spie (Ride a Violent Mile), regia di Charles Marquis Warren (1957)
- Il terrore del Texas (Terror in a Texas Town), regia di Joseph H. Lewis (1958)
- Country Boy, regia di Joseph Kane (1966)
- Carovana di fuoco (The War Wagon), regia di Burt Kennedy (1967)
- Il texano dagli occhi di ghiaccio (The Outlaw Josey Wales), regia di Clint Eastwood (1976)
- Silverado, regia di Lawrence Kasdan (1985)
- Uphill all the Way, regia di Frank Q. Dobbs (1986)
- Colpo vincente (Hoosiers), regia di David Anspaugh (1987)
- Amico venuto dallo spazio (Purple People Eater), regia di Linda Shayne (1988)
- Dr. Demento 20th Anniversary Collection, regia di Bradley Friedman (1991)

### Televisione
- Fireside Theatre – serie TV, episodi 3x32-4x34 (1951-1952)
- Cisco Kid (The Cisco Kid) – serie TV, episodi 3x04-3x10 (1952)
- Le avventure di Rex Rider (The Range Rider) – serie TV, episodi 3x23- 3x26-3x11-3x24 (1953)
- Stories of the Century – serie TV, episodio 1x11 (1954)
- Rocky Jones, Space Ranger – serie TV, episodio 1x7 (1954)
- The Adventures of Kit Carson – serie TV, 7 episodi (1953-1955)
- Il cavaliere solitario (The Lone Ranger) – serie TV, episodi 3x38-3x46-4x03-4.35 (1953-1955)
- Frida (My Friend Flicka) – serie TV, episodio 1x29 (1956)
- I racconti del West (Zane Grey Theater) – serie TV, episodio 1x09 (1956)
- Cheyenne – serie TV, episodio 2x09 (1957)
- The Ford Television Theatre - serie TV, episodio 5x24 (1957)
- Le avventure di Rin Tin Tin (The Adventures of Rin Tin Tin) – serie TV, episodi 1x09-1x11-2x14-3x34 (1954-1957)
- Playhouse 90 – serie TV, episodio 1x36 (1957)
- Sugarfoot – serie TV, episodio 1x01 (1957)
- Maverick – serie TV, episodio 1x07 (1957)
- Tales of Wells Fargo – serie TV, episodio 2x10 (1957)
- Sugarfoot – serie TV, episodio 1x01 (1957)
- Le leggendarie imprese di Wyatt Earp (The Life and Legend of Wyatt Earp) – serie TV, episodi 1x19-3x13 (1956-1957)
- Death Valley Days – serie TV, episodi 13x13-13x15 (1965)
- Gli uomini della prateria (Rawhide) – serie TV, 110 episodi (1959-1965)
- Mod Squad, i ragazzi di Greer (The Mod Squad) – serie TV, episodio 2x09 (1969)
- La signora in giallo (Murder, She Wrote) – serie TV, episodio 7x09 (1990)

## Doppiatori italiani
- Manlio Busoni in Mezzogiorno di fuoco
- Gianni Marzocchi in Carovana di fuoco
- Bruno Alessandro in Colpo vincente